# メリット島

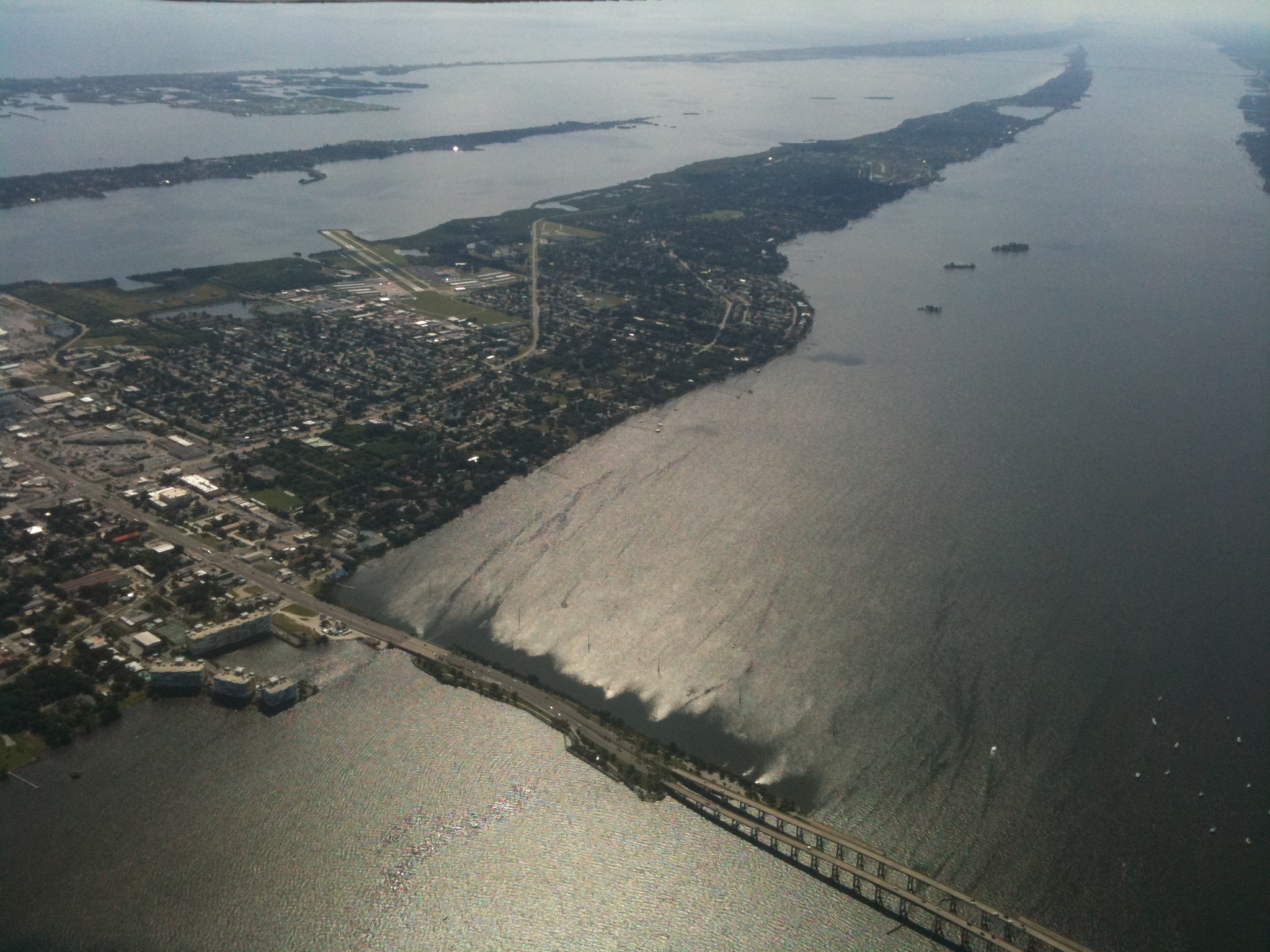
メリット島

メリット島（メリットとう、英語: Merritt Island）は、アメリカ合衆国フロリダ州のブレバード郡にある島。統計上は国勢調査指定地域（CDP）である。

## 概要
メリット島は、フロリダ半島東岸に発達した南北に細長い砂嘴であり、面積は121.9平方キロメートルである。島の南部が住宅地となっており、人口は3万4743人（2010年）。島の北部にケネディ宇宙センター、東に隣接してケープカナベラル空軍基地がある。座標は北緯28度21分28秒 西経80度41分5秒 / 北緯28.35778度 西経80.68472度

ブレバード郡内の位置

このほか、メリット島国立野生生物保護区（Merritt Island National Wildlife Refuge）がある。